# Wonder Boy: The Dragon's Trap
Wonder Boy: The Dragon's Trap is een action-adventure platformspel dat is ontwikkeld door Lizardcube en uitgegeven door DotEmu. Het spel is een remake van het oorspronkelijke spel Wonder Boy III: The Dragon's Trap uit 1989, en is uitgekomen voor de Nintendo Switch, PlayStation 4 en Xbox One op 18 april 2017 en voor Windows op 8 juni 2017.

## Spel
Wonder Boy: The Dragon's Trap is een mix van actie-avontuur, platform en RPG-genres, waarin de speler door een 2D-landschap reist, het opneemt tegen diverse monsters, en interactie heeft met dorpsbewoners. Het spel speelt zich af na de gebeurtenissen van Wonder Boy in Monster Land waarin de speler een vloek heeft opgelopen die hem veranderd in Lizard-Man.
Het spel kan direct wisselen tussen een modern of retro uiterlijk. Het moderne uiterlijk heeft handgetekende beelden en nieuwe muziek gekregen. De muziek werd nagespeeld op echte instrumenten in verschillende soorten wereldmuziek.

## Ontwikkeling
The Dragon's Trap is ontstaan na een reverse engineering van de oorspronkelijke Master System-programmacode. Het idee voor een remake begon al in 1998. De ontwikkeling startte in 2013 en de remake werd aangekondigd in juni 2016. Het team werkte hierbij ook samen met de oorspronkelijke spelontwerper en programmeur, Ryuichi Nishizawa.
Distributeur Limited Run Games heeft 4 augustus 2017 een fysieke versie voor de PlayStation 4 uitgebracht.

## Ontvangst
| Recensiescore       | Recensiescore |
| Recensieverzamelaar | Score         |
| ------------------- | ------------- |
| Metacritic          | 79/100        |
| Publicist           | Score         |
| Destructoid         | 8,5/10        |
| Eurogamer           | Aanbevolen    |
| GameSpot            | 8/10          |
| IGN                 | 7,1/10        |
| Nintendo Life       | 8/10          |

Wonder Boy: The Dragon's Trap ontving grotendeels positieve recensies en heeft een gemiddelde score van 7,9 op aggregatiewebsite Metacritic. GameSpot prijst de visuele verbeteringen en noemt het "een van de beste retro-remakes tot nu toe". Eurogamer prijst het spel eveneens en geeft aan dat het de lat hoger legt voor het updaten van spelklassiekers.